# K League 1
The Korea Professional Football League, zwana w skrócie K-League, została założona w 1983 roku i jest najstarszą zawodową ligą piłkarską na kontynencie azjatyckim.
Początkowo ligę tworzyło pięć zespołów: Hallelujah, Daewoo, POSCO, Yukong Elephants i Kookmin Bank FC. Pierwszym triumfatorem rozgrywek została drużyna Hallelujah, która zaledwie o jeden punkt wyprzedziła drużynę Daewoo.
Z pięciu drużyn, które pierwotnie brały udział w rozgrywkach w 1983 pozostały tylko trzy: POSCO, Daewoo oraz Yukong Elephants. Ekipa Kookmin Bank FC wycofała się z rozgrywek po pierwszym sezonie, natomiast Hallelujah odłączyła się z ligi w roku 1985.
Większość drużyn grających w K-League należy do konglomeratów biznesowych, zwanych czebolami. W związku z tym wiele klubów nosiło wyłącznie nazwę sponsora. W ostatnich latach ta tendencja uległa zmianie. Władze klubów kładą większy nacisk na integrację z lokalnymi społecznościami, i tak na przykład ekipa Daewoo zmieniła nazwę na Daewoo Royals, a następnie na Daewoo Busan Royals.
Strukturę ligi stanowi piętnaście zespołów, które rywalizują ze sobą w dwóch rundach. Ciekawą rzecz stanowi brak spadków i awansów do ekstraklasy. Zaplecze K-League, tzw. K-2, lub Korea National League, jest tworem amatorskim, powstałym w 2003 roku. W 2007 powstania także trzecia dywizja, Challengers League.
Sezon ligowy rozpoczyna się w marcu, i trwa do końca listopada każdego roku. W tym czasie piętnaście drużyn rywalizuje ze sobą w dwóch rundach (łącznie 28 meczów). Następnie sześć drużyn z najlepszym ogólnym bilansem grają w play-offs, które decydują kto zostanie mistrzem.
Dwie drużyny z najlepszym bilansem w ciągu regularnego sezonu kwalifikuje się do Azjatyckiej Ligi Mistrzów. Jedna z drużyn która zajęła między trzecim a szóstym miejscem w lidze też kwalifikuje się, po zakończeniu play-offs, do Azjatyckiej Ligi Mistrzów. 
Najbardziej utytułowanym zespołem jest Jeonbuk Hyundai Motors, który triumfował dziewięciokrotnie.

## Mistrzowie K-League
- 1983 – Hallelujah
- 1984 – Busan I'Park (jako Daewoo Royals)
- 1985 – FC Seoul (jako Lucky-Goldstar Hwangso)
- 1986 – Pohang Steelers (jako POSCO Atoms)
- 1987 – Busan I'Park (jako Daewoo Royals)
- 1988 – Pohang Steelers (jako POSCO Atoms)
- 1989 – Jeju United FC (jako Yukong Elephants)
- 1990 – FC Seoul (jako Lucky-Goldstar Hwangso)
- 1991 – Busan I'Park (jako Daewoo Royals)
- 1992 – Pohang Steelers (jako POSCO Atoms)
- 1993 – Seongnam Ilhwa Chunma (jako Ilhwa Chunma)
- 1994 – Seongnam Ilhwa Chunma (jako Ilhwa Chunma)
- 1995 – Seongnam Ilhwa Chunma (jako Ilhwa Chunma)
- 1996 – Ulsan Hyundai Horang-i
- 1997 – Busan I'Park (jako Pusan Daewoo Royals)
- 1998 – Suwon Samsung Bluewings
- 1999 – Suwon Samsung Bluewings
- 2000 – FC Seoul (jako Anyang LG Cheetahs)
- 2001 – Seongnam Ilhwa Chunma
- 2002 – Seongnam Ilhwa Chunma
- 2003 – Seongnam Ilhwa Chunma
- 2004 – Suwon Samsung Bluewings
- 2005 – Ulsan Hyundai Horang-i
- 2006 – Seongnam Ilhwa Chunma
- 2007 – Pohang Steelers
- 2008 – Suwon Samsung Bluewings
- 2009 – Jeonbuk Hyundai Motors
- 2010 – FC Seoul
- 2011 – Jeonbuk Hyundai Motors
- 2012 – FC Seoul
- 2013 – Pohang Steelers
- 2014 – Jeonbuk Hyundai Motors
- 2015 – Jeonbuk Hyundai Motors
- 2016 – FC Seoul
- 2017 – Jeonbuk Hyundai Motors
- 2018 – Jeonbuk Hyundai Motors
- 2019 – Jeonbuk Hyundai Motors
- 2020 – Jeonbuk Hyundai Motors
- 2021 – Jeonbuk Hyundai Motors
- 2022 – Ulsan Hyundai
- 2023 – Ulsan Hyundai

Od momentu powstania K-League w rozgrywkach wystąpiło osiemnaście drużyn:
- Hallelujah (1983-1985)
- Busan I'Park (od 1983)
- Jeju United FC (od 1983)
- Pohang Steelers (od 1983)
- Kookmin Bank FC (1983-1984)
- Cheonbuk Buffalo (1984)
- FC Seoul (od 1984)
- Hanil Bank (1984-1986)
- Ulsan Hyundai (od 1984)
- Gimcheon Sangmu (1985, 2003-2010, 2011-2020, od 2021)
- Seongnam Ilhwa Chunma (od 1989)
- Jeonbuk Hyundai Motors (od 1995)
- Chunnam Dragons (od 1995)
- Suwon Samsung Bluewings (od 1996)
- Daejeon Hana Citizen (od 1997)
- Daegu FC (od 2003)
- Incheon United (od 2004)
- Gyeongnam FC (od 2006)
- Gangwon FC (od 2009)
- Gwangju FC (od 2011)
- Suwon FC (od 2016)